# Walter Harriman
Walter Harriman, född 8 april 1817 i Warner, New Hampshire, död 25 juli 1884 i Concord, New Hampshire, var en amerikansk republikansk politiker. Han var New Hampshires guvernör 1865–1867.
Harriman efterträdde 1853 Edson Hill som New Hampshires finansminister och efterträddes 1855 av William Berry. I amerikanska inbördeskriget tjänstgjorde han som överste i nordstaternas armé och tillbringade en tid i sydstaternas krigsfångenskap.
Harriman efterträdde 1867 Frederick Smyth som guvernör och efterträddes 1869 av Onslow Stearns.
Harriman avled 1884 och gravsattes på Pine Grove Cemetery i Warner.